# Primula nutans
Primula nutans is een plant uit de sleutelbloemfamilie (Primulaceae).
De soort lijkt op Primula stricta, maar heeft grotere bloemen. Bij Primula nutans hebben deze een doorsnee van 1-2 cm. De bladeren zijn vlezig. De bloeitijd loopt van juni tot augustus.
De plant komt voor in het noorden van Scandinavië. De vindplaatsen zijn daar langs de kust en bij zoutmoerassen.
... · P. auricula (Aurikel) · 
P. beesiana · 
P. bulleyana · 
P. clusiana · 
P. denticulata ·  
P. elatior (Slanke sleutelbloem) · 
P. farinosa · 
P. florindae · 
P. glutinosa (Kleverige sleutelbloem) · 
P. hirsuta · 
P. japonica · 
P. minima (Dwergsleutelbloem) · 
P. nutans · 
P. rosea · 
P. scandinavica · 
P. scotica · 
P. sieboldii · 
P. stricta · 
P. veris (Gulden sleutelbloem) · 
P. vulgaris (Stengelloze sleutelbloem) · ...